# Magret séché
Le magret séché est un filet de canard travaillé en salaison, comme le jambon.

## Préparation
Il est salé et parfumé avec des épices variables selon l'élaborateur : poivre, laurier.

## Dégustation

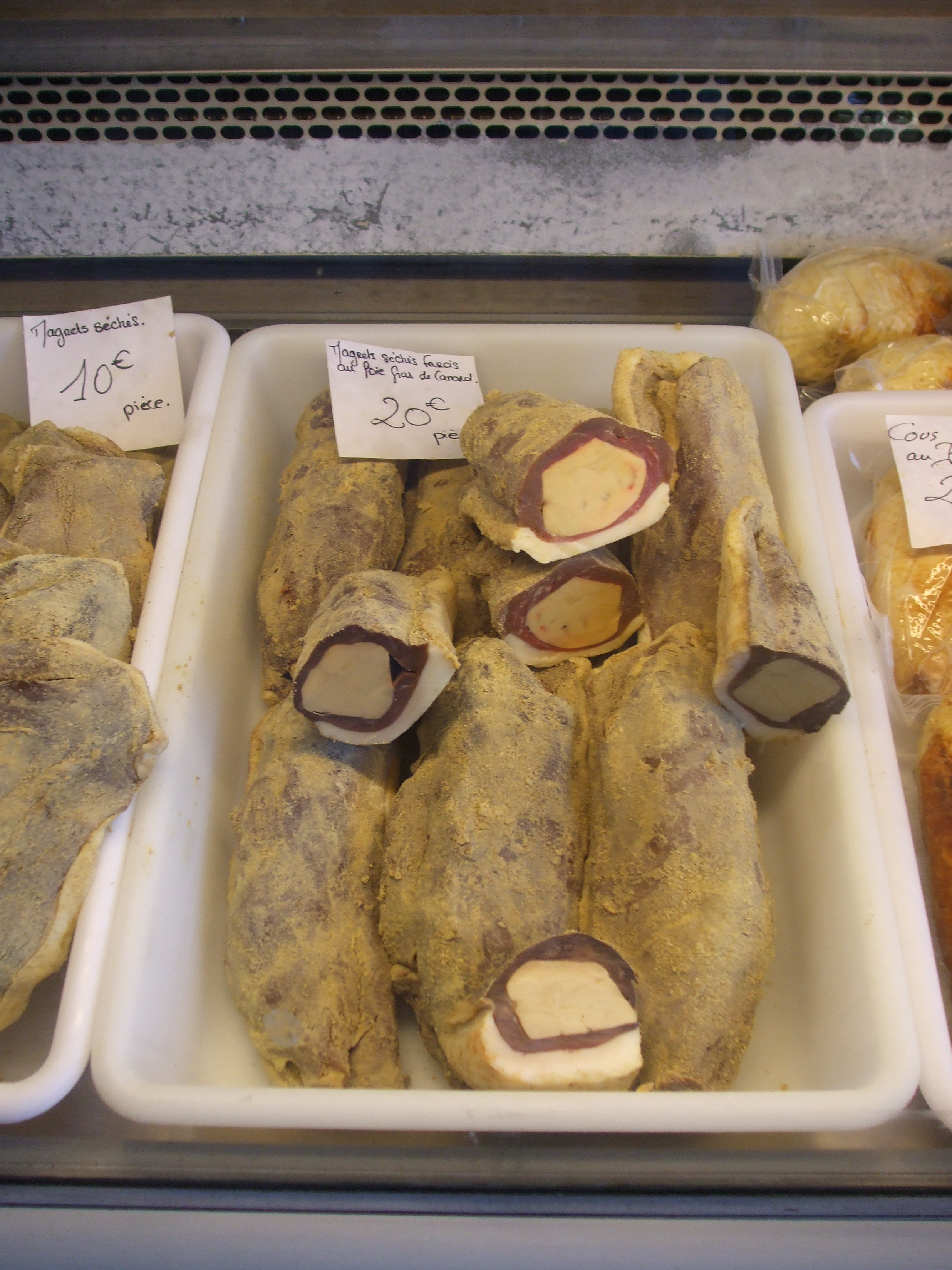
Magrets séchés farcis au foie gras de canard, marché de Brive-la-Gaillarde.

Il se déguste en tranches fines. Il accompagne bien les salades, ou peut être servi en apéritif.

## Accord mets/vin
Traditionnellement ce mets s'accompagne d'un grand vin rouge. Il peut provenir du vignoble de Bordeaux (graves, listrac-médoc, moulis-en-médoc, haut-médoc, médoc, saint-estèphe, fronsac), du vignoble du Sud-Ouest (cahors, madiran, buzet), ou du vignoble de la vallée du Rhône (cornas, saint-joseph, gigondas, lirac, châteauneuf-du-pape).